# Lauretta (opera)
Lauretta è un'opera lirica appartenente al macro genere del melodramma, in particolare alla farsa sentimentale, composta da Vincenzo Pucitta su libretto di Giulio Domenico Camagna. 
La sua prima rappresentazione si svolse il 9 agosto 1803 presso il teatro San Benedetto di Venezia.

## Personaggi
I personaggi principali dell'opera sono :
- Lauretta, figlia di Pedrone
- Pedrone, vinatiere
- Il cavalier Leandro, chiamato il Marchese di Belfiore
- Lisa, data in custodia a Lauretta da Leandro
- Don Paride, amico di Leandro
- Nicasio, filosofo e amico di Leandro